# Richard Evelyn Byrd
Richard Evelyn Byrd (25. října 1888, Winchester, Virginie, USA – 11. března 1957, Boston) byl americký polární badatel a letec.

## Přelet nad severním pólem

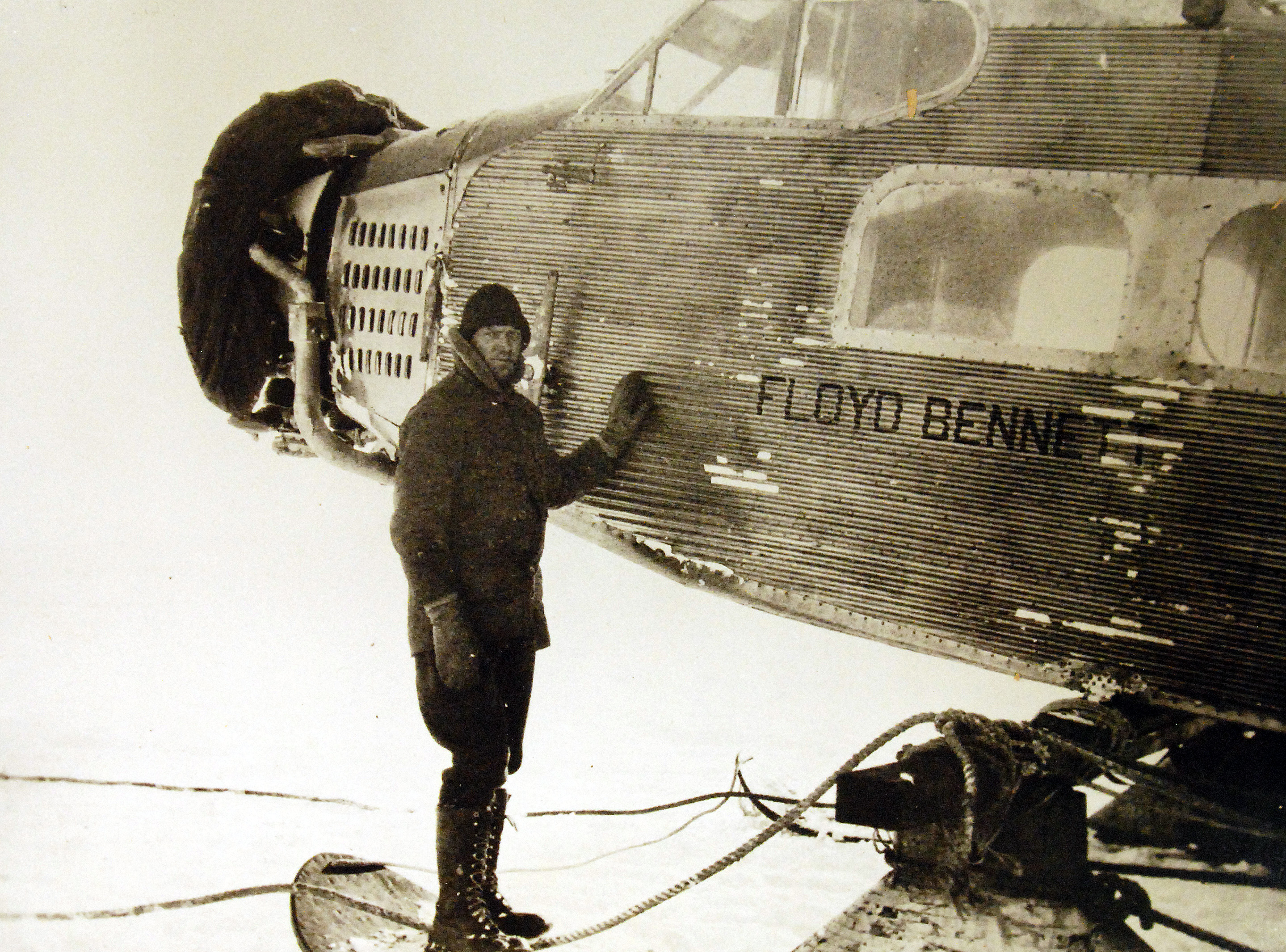
Byrd s Fokkerem pojmenovaným „Floyd Bennett“ během první antarktické expedice

Jako první přeletěl dne 9. května 1926 letadlem Fokker F.VIIa/3m severní pól, což však bylo následně zpochybněno. Jen tři dni po něm – 12. května – uskutečnil přelet pólu i Roald Amundsen s Američanem Ellsworthem a Italem Umbertem Nobilem vzducholodí Norge.

## Přelet a výzkum jižního pólu

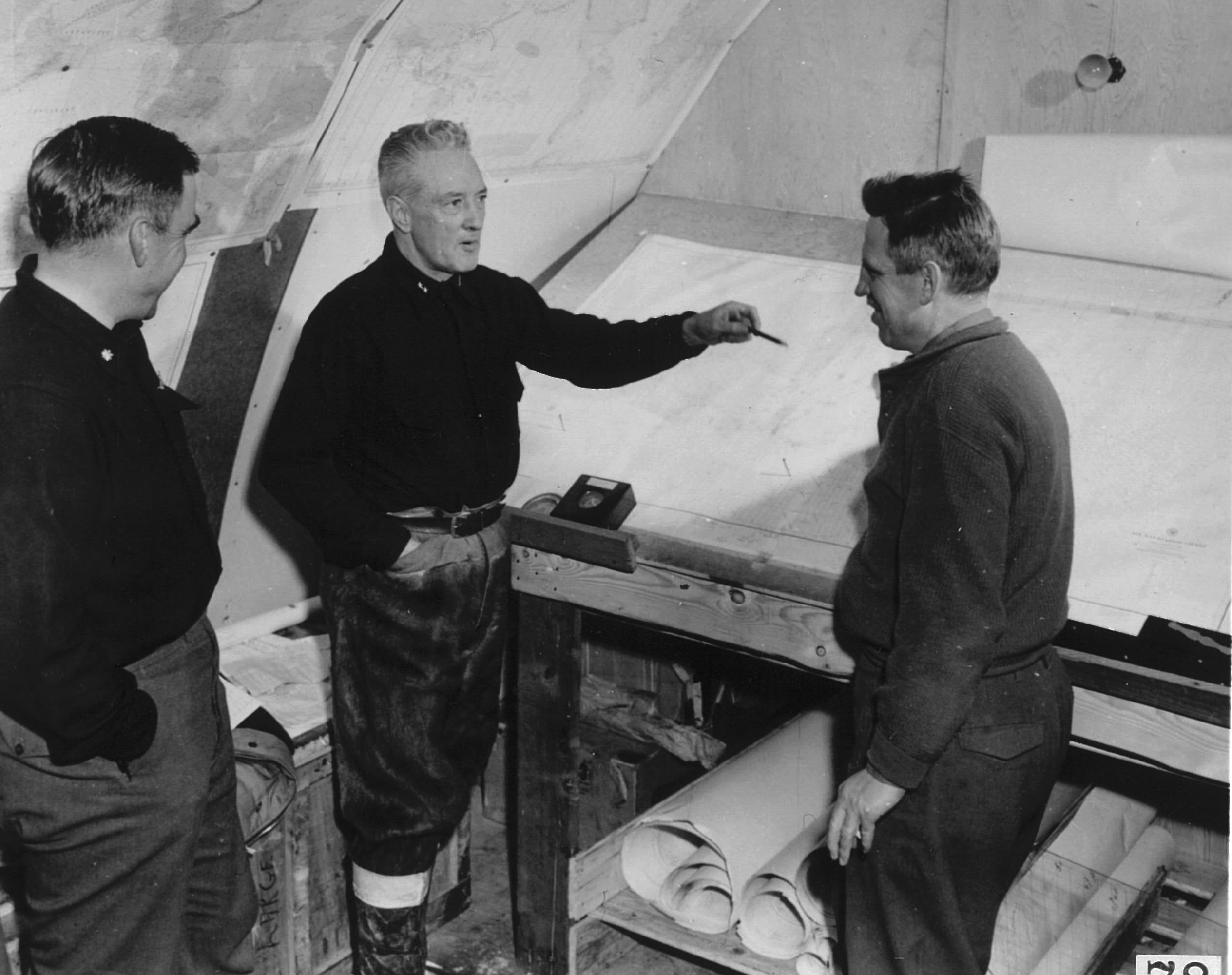
Byrd během operace Highjump

Roku 1929 pak Byrd vykonal první let nad jižním pólem. Roku 1928 zahájil své jihopolární výpravy, neboť byl přesvědčen, že Antarktida je souvislá pevnina. Objevil při nich mnoho neznámých území a pohoří. Tyto výpravy přinesly cenné poznatky meteorologické a glaciologické.
V letech 1946 až 1947 stál v čele největší polární výpravy v dějinách, Operace Highjump. Byrd patřil k průkopníkům leteckého průzkumu polárních oblastí, a zejména jeho antarktické výpravy znamenaly velký přínos k poznání šestého světadílu.

## Dílo
- Skyward. New York 1928.
- Little America. New York 1930. v čes. překladu: S Byrdem na jižní točnu. Praha 1931.
- Discovery. The story of the Second Byrd Antarctic Expedition. New York 1935.
- Exploring with Byrd. New York 1937.
- Alone. New York 1938. v čes. překladu: Sám a sám. Praha 1940, 1966, 1975.